# Goya/Bestes Drehbuch

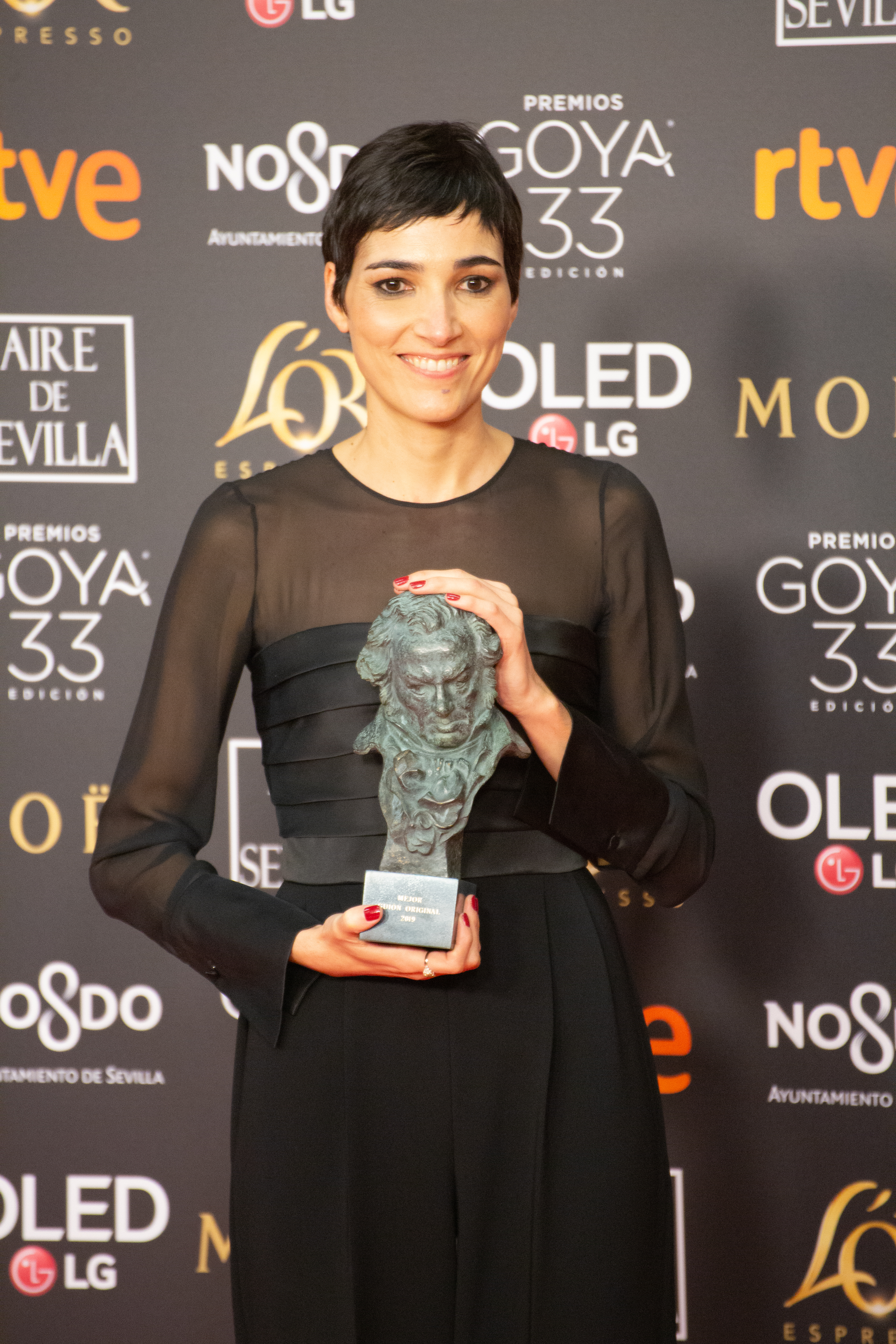
Preisträgerin für das beste Originaldrehbuch von 2019 und 2023: Isabel Peña

Gewinner und Nominierte für den spanischen Filmpreis Goya in den Kategorien Bestes Originaldrehbuch (Mejor guión original) und Bestes adaptiertes Drehbuch (Mejor guión adaptado) seit der Verleihung im Jahr 1989. Bei den ersten beiden Goya-Verleihungen in den Jahren 1987 und 1988 wurde der Goya in der Kategorie Bestes Drehbuch (Mejor guión) vergeben. Ausgezeichnet werden die besten Drehbuchautoren einheimischer Filmproduktionen (auch spanische Koproduktionen) des jeweils vergangenen Jahres.
Die unten aufgeführten Filme werden mit ihrem deutschen Verleihtitel (sofern vorhanden) angegeben, danach folgt in Klammern in kursiver Schrift der spanische Originaltitel.

## 1980er Jahre
1987
Bestes Drehbuch:
Fernando Fernán Gómez – El viaje a ninguna parte
- Pedro Beltrán – Mambrú se fue a la guerra
- José Luis Borau – Tata mia

1988
Bestes Drehbuch:
Rafael Azcona – El bosque animado
- Rafael Azcona und Luis García Berlanga – Moros y cristianos
- Manolo Matji – Krieg der Verrückten (La guerra de los locos)

1989
Bestes Originaldrehbuch:
Pedro Almodóvar – Frauen am Rande des Nervenzusammenbruchs (Mujeres al borde de un ataque de nervios)
- Rafael Azcona und José Luis García Sánchez – Pasodoble
- Agustín Díaz Yanes und Rafael Moleón – Baton Rouge – Tödliche Therapie (Baton Rouge)
- Román Gubern, Antonio Mercero und Horacio Valcárcel – Das Ohrläppchen des Diktators (Espérame en el cielo)
- Gonzalo Suárez – Remando al viento

Bestes adaptiertes Drehbuch:
Manuel Gutiérrez Aragón und Antonio Giménez Rico – Jarrapellejos
- Gabriel Castro, Antonio Isasi-Isasmendi und Jorge Rodríguez del Álamo – El aire de un crimen
- Carlos A. Cornejo, Antonio Drove und José A. Mahieu – El túnel
- Joaquim Jordà, Vicente Aranda und Eleuterio Sánchez – El Lute II: Mañana seré libre
- Félix Rotaeta – Sie töten aus Lust (El placer de matar)

## 1990er Jahre
1990
Bestes Originaldrehbuch:
Agustí Villaronga – El niño de la luna
- Rafael Azcona und José Luis García Sánchez – El vuelo de la paloma
- Jaime Chávarri, Fernando Colomo, Lázaro Irazábal und Antonio Larreta – Die Dinge der Liebe (Las cosas del querer)
- José Luis Cuerda – Amanece, que no es poco
- Manuel Iborra – El baile del pato

Bestes adaptiertes Drehbuch:
Fernando Trueba, Manolo Matji und Menno Meyjes – Twisted Obsession (El sueño del mono loco)
- Vicente Aranda – Si te dicen que caí
- Fernando Fernán Gómez – El mar y el tiempo
- Josefina Molina, Joaquín Oristrell und José Sámano – Esquilache
- José Luis Alonso de Santos, Joaquín Oristrell und Fernando Colomo – Bajarse al moro

1991
Bestes Originaldrehbuch:
Montxo Armendáriz – Briefe von Alou (Las cartas de Alou)
- Pedro Almodóvar – Fessle mich! (¡Átame!)
- Agustín Díaz Yanes, Eduardo Calvo und Manolo Matji – A solas contigo

Bestes adaptiertes Drehbuch:
Carlos Saura und Rafael Azcona – Ay Carmela! – Lied der Freiheit (¡Ay, Carmela!)
- Luis Alcoriza – La sombra del ciprés es alargada
- Bigas Luna und Almudena Grandes – Lulu – Die Geschichte einer Frau (Las edades de Lulú)

1992
Bestes Originaldrehbuch:
Juanma Bajo Ulloa und Eduardo Bajo Ulloa – Schmetterlingsflügel (Alas de mariposa)
- Álvaro del Amo, Carlos Pérez Merinero und Vicente Aranda – Amantes
- Luis Marías – Todo por la pasta

Bestes adaptiertes Drehbuch:
Juan Potau Martínez und Gonzalo Torrente Malvido – Der verblüffte König (El rey pasmado)
- Mario Camus, Pilar Miró und Juan Antonio Porto – Beltenebros
- Carmen Rico-Godoy – Perfekte Frauen haben’s schwer (Cómo ser mujer y no morir en el intento)

1993
Bestes Originaldrehbuch:
Rafael Azcona, José Luis García Sánchez und Fernando Trueba – Belle Epoque (Belle epoque)
- Michel Gaztambide und Julio Medem – Kühe (Vacas)
- Bigas Luna und Cuca Canals – Jamon Jamon (Jamón, jamón)

Bestes adaptiertes Drehbuch:
Francisco Prada, Antonio Larreta, Pedro Olea und Arturo Pérez-Reverte – The Fencing Master (El maestro de esgrima)
- Rafael Alcázar und Manuel Vázquez Montalbán – El laberinto griego
- Adolfo Marsillach – Yo me bajo en la próxima, ¿y usted?

1994
Bestes Originaldrehbuch:
Mario Camus – Sombras en una batalla
- Jorge Berlanga und Luis García Berlanga – Todos a la cárcel
- Ángel Fernández Santos und Francisco Regueiro – Madre Gilda (Madregilda)

Bestes adaptiertes Drehbuch:
José Luis García Sánchez und Rafael Azcona – Tirano Banderas
- Vicente Aranda – El amante bilingüe
- Guillem-Jordi Graells und Gonzalo Herralde – La febre d’Or

1995
Bestes Originaldrehbuch:
Joaquín Oristrell, Yolanda García Serrano, Juan Luis Iborra und Manuel Gómez Pereira – Todos los hombres sois iguales
- Gonzalo Suárez – El detective y la muerte
- David Trueba – Los peores años de nuestra vida

Bestes adaptiertes Drehbuch:
Imanol Uribe – Deine Zeit läuft ab, Killer (Días contados)
- Vicente Aranda – Im Sog der Leidenschaft (La pasión turca)
- José Luis Garci und Horacio Valcárcel – Canción de cuna

1996
Bestes Originaldrehbuch:
Agustín Díaz Yanes – Nadie hablará de nosotras cuando hayamos muerto
- Jorge Guerricaechevarría, Álex de la Iglesia und Manuel Gómez Pereira – El día de la bestia
- Joaquín Oristrell, Naomi Wise, Juan Luis Iborra und Manuel Gómez Pereira – Boca A Boca (Boca a boca)

Bestes adaptiertes Drehbuch:
Montxo Armendáriz und José Ángel Mañas – Treffpunkt Kronen-Bar (Historias del Kronen)
- Jaime de Armiñán – El palomo cojo
- Ventura Pons – El perquè de tot plegat

1997
Bestes Originaldrehbuch:
Alejandro Amenábar – Tesis – Der Snuff Film (Tesis)
- Isabel Coixet – Was ich Dir noch nie erzählt habe (Cosas que nunca te dije)
- David Trueba – La buena vida

Bestes adaptiertes Drehbuch:
Pilar Miró und Rafael Pérez Sierra – El perro del hortelano
- Rafael Azcona und José Luis García Sánchez – Tranvía a la Malvarrosa
- Mario Camus – Más allá del jardín

1998
Bestes Originaldrehbuch:
Ricardo Franco und Ángeles González-Sinde – La buena estrella
- Fernando León de Aranoa – Familie (Familia)
- Montxo Armendáriz – Geheimnisse des Herzens (Secretos del corazón)

Bestes adaptiertes Drehbuch:
Jean-Louis Benoît, Bigas Luna und Cuca Canals – Das Zimmermädchen der Titanic (La camarera del Titanic)
- Ignacio Martínez de Pisón – Carreteras secundarias
- Ventura Pons – Actrices

1999
Bestes Originaldrehbuch:
Fernando León de Aranoa – Barrio
- Alejandro Amenábar und Mateo Gil – Virtual Nightmare – Open Your Eyes (Abre los ojos)
- Rafael Azcona, David Trueba, Miguel Ángel Egea und Carlos López – Das Mädchen deiner Träume (La niña de tus ojos)
- Julio Medem – Die Liebenden des Polarkreises (Los amantes del Círculo Polar)

Bestes adaptiertes Drehbuch:
Luis Marías – Mensaka
- Carlos Álvarez und Antonio José Betancor – Mararía
- Fernando Colomo, José Ángel Esteban, Carlos López und Nicolás Sánchez Albornoz – Los años bárbaros
- José Luis Garci und Horacio Valcárcel – El abuelo

## 2000er Jahre
2000
Bestes Originaldrehbuch:
Benito Zambrano – Solas
- Pedro Almodóvar – Alles über meine Mutter (Todo sobre mi madre)
- Icíar Bollaín und Julio Llamazares – Blumen aus einer anderen Welt (Flores de otro mundo)
- Manuel Gutiérrez Aragón, Elías Querejeta und Gracia Querejeta – Zeit der Rückkehr (Cuando vuelvas a mi lado)

Bestes adaptiertes Drehbuch:
Rafael Azcona – La lengua de las mariposas
- Miguel Albaladejo und Elvira Lindo – Manolito Gafotas
- Josep María Benet i Jornet – Amigo / amado
- Paz Alicia Garciadiego – Keine Post für den Oberst (El coronel no tiene quien le escriba)

2001
Bestes Originaldrehbuch:
Verónica Fernández und Achero Mañas – El bola
- José Luis Borau – Leo
- José Luis Garci und Horacio Valcárcel – You’re the One (una historia de entonces)
- Jorge Guerricaechevarría und Álex de la Iglesia – Allein unter Nachbarn – La comunidad (La comunidad)

Bestes adaptiertes Drehbuch:
Fernando Fernán Gómez – Lázaro de Tormes
- Tomàs Aragay und Cesc Gay – Krampack
- Manuel Hidalgo und Gonzalo Suárez – El portero
- Salvador García Ruiz – El otro barrio

2002
Bestes Originaldrehbuch:
Alejandro Amenábar – The Others
- Agustín Díaz Yanes – Sin noticias de Dios
- Dominic Harari, Joaquín Oristrell, Teresa Pelegri und Cristina Rota – Sin vergüenza
- Julio Medem – Lucia und der Sex (Lucía y el sexo)

Bestes adaptiertes Drehbuch:
Salvador Maldonado, Jorge Juan Martínez, Carlos Molinero und Clara Pérez Escrivá – Salvajes
- Rafael Azcona – Son de mar
- Lluís-Anton Baulenas i Setó und Ventura Pons – Anita no pierde el tren
- Sigfrid Monleón, Ferran Torrent, Dominic Harari und Teresa Pelegri – La isla del Holandés

2003
Bestes Originaldrehbuch:
Enrique Brasó und Antonio Hernández – Jenseits der Erinnerung (En la ciudad sin límites)
- Pedro Almodóvar – Sprich mit ihr (Hable con ella)
- Fernando León de Aranoa und Ignacio del Moral – Montags in der Sonne (Los lunes al sol)
- Roger Gual und Julio D. Wallovits – Smoking Room

Bestes adaptiertes Drehbuch:
Adolfo Aristarain und Kathy Saavedra – Lugares comunes
- Antonio Chavarrías – Volverás
- Manuel Gutiérrez Aragón – El caballero Don Quijote
- Fernando Trueba – El embrujo de Shanghai

2004
Bestes Originaldrehbuch:
Icíar Bollaín und Alicia Luna – Öffne meine Augen (Te doy mis ojos)
- Pablo Berger – Die Torremolinos Homevideos (Torremolinos 73)
- Cesc Gay und Tomàs Aragay – En la Ciudad – In der Stadt (En la ciudad)
- Jaime Rosales und Enric Rufas – Las horas del día

Bestes adaptiertes Drehbuch:
Isabel Coixet – Mein Leben ohne mich (My Life Without Me)
- Fernando Marías – La luz prodigiosa
- Lorenzo Silva und Manuel Martín Cuenca – Der Fremde im Park (La flaqueza del Bolchevique)
- David Trueba – Soldados de Salamina

2005
Bestes Originaldrehbuch:
Alejandro Amenábar und Mateo Gil – Das Meer in mir (Mar adentro)
- Adolfo Aristarain, Mario Camus und Kathy Saavedra – Roma
- José Ángel Esteban, Carlos López und Manolo Matji – Horas de luz
- Joaquín Oristrell, Dominic Harari und Teresa Pelegri – Inconscientes

Bestes adaptiertes Drehbuch:
José Rivera – Die Reise des jungen Che (Diarios de motocicleta)
- Jaime Chávarri und Eduardo Mendoza – El año del diluvio
- Margaret Mazzantini und Sergio Castellitto – Don’t Move (Non ti muovere)
- Salvador García Ruiz – Las voces de la noche

2006
Bestes Originaldrehbuch:
Isabel Coixet – Das geheime Leben der Worte (La vida secreta de las palabras)
- Fernando León de Aranoa – Princesas
- Rafael Cobos und Alberto Rodríguez Librero – 7 Jungfrauen (7 vírgenes)
- Eduard Cortés und Piti Español – Otros días vendrán

Bestes adaptiertes Drehbuch:
Mateo Gil und Marcelo Piñeyro – Die Methode – El Método (El método)
- Montxo Armendáriz – Obaba
- José Luis Garci und Horacio Valcárcel – Ninette
- Roberto Santiago – El penalti más largo del mundo

2007
Bestes Originaldrehbuch:
Guillermo del Toro – Pans Labyrinth (El laberinto del fauno)
- Pedro Almodóvar – Volver – Zurückkehren (Volver)
- Daniel Sánchez Arévalo – Dunkelblaufastschwarz (AzulOscuroCasiNegro)
- Jorge Sánchez-Cabezudo – La noche de los girasoles

Bestes adaptiertes Drehbuch:
Lluís Alcarazo – Salvador – Kampf um die Freiheit (Salvador (Puig Antich))
- José Luis Cuerda – La educación de las hadas
- Agustín Díaz Yanes – Alatriste
- Antonio Soler – El camino de los ingleses

2008
Bestes Originaldrehbuch:
Sergio G. Sánchez – Das Waisenhaus (El orfanato)
- Icíar Bollaín und Tatiana Rodríguez – Mataharis
- Ignacio Martínez de Pisón – Las 13 rosas
- Gracia Querejeta und David Planell – Siete mesas de billar francés
- Gonzalo Suárez – Oviedo Express

Bestes adaptiertes Drehbuch:
Félix Viscarret – Bajo las estrellas
- Ventura Pons – Barcelona (un mapa)
- Laura Santullo – La Zona (La zona)
- Tristán Ulloa – Pudor
- Imanol Uribe – La carta esférica

2009
Bestes Originaldrehbuch:
Javier Fesser – Camino
- Agustín Díaz Yanes – Las Bandidas – Kann Rache schön sein! (Solo quiero caminar)
- Chus Gutiérrez und Juan Carlos Rubio – Retorno a Hansala
- Dionisio Pérez, José Antonio Quirós und Ignacio del Moral – Federicos Kirschen – Cenizas del cielo (Cenizas del cielo)

Bestes adaptiertes Drehbuch:
Rafael Azcona und José Luis Cuerda – Los girasoles ciegos
- Peter Buchman – Che – Revolución (Che – Part One: The Argentine)
- Ángeles González-Sinde – Una palabra tuya
- Jorge Guerricaechevarría und Álex de la Iglesia – Oxford Murders (The Oxford Murders)

## 2010er Jahre
2010
Bestes Originaldrehbuch:
Alejandro Amenábar und Mateo Gil – Agora – Die Säulen des Himmels (Agora)
- Pedro Almodóvar – Zerrissene Umarmungen (Los abrazos rotos)
- Alberto Rodríguez Librero und Rafael Cobos – After
- Daniel Sánchez Arévalo – Gordos – Die Gewichtigen (Gordos)

Bestes adaptiertes Drehbuch:
Daniel Monzón und Jorge Guerricaechevarría – Zelle 211 – Der Knastaufstand (Celda 211)
- Joaquín Górriz, Miguel Dalmau, Miguel Ángel Fernández und Sigfrid Monleón – El cónsul de Sodoma
- Eduardo Sacheri und Juan José Campanella – In ihren Augen (El secreto de sus ojos)
- Fernando Trueba, Antonio Skármeta und Jonás Trueba – El baile de la Victoria

2011
Bestes Originaldrehbuch:
Chris Sparling – Buried – Lebend begraben (Buried)
- Nicolás Giacobone, Armando Bo und Alejandro González Iñárritu – Biutiful
- Álex de la Iglesia – Mad Circus – Eine Ballade von Liebe und Tod (Balada triste de trompeta)
- Paul Laverty – Und dann der Regen (También la lluvia)

Bestes adaptiertes Drehbuch:
Agustí Villaronga – Pa negre
- Jordi Cadena – Elisa K
- Julio Medem – Eine Nacht in Rom (Habitación en Roma)
- Ramón Salazar – Drei Meter über dem Himmel (Tres metros sobre el cielo)

2012
Bestes Originaldrehbuch:
Michel Gaztambide und Enrique Urbizu – No habrá paz para los malvados
- Woody Allen – Midnight in Paris
- Miguel Barros – Blackthorn
- Cristina Clemente, Aintza Serra, Sergi Belbel und Martí Roca – Eva

Bestes adaptiertes Drehbuch:
Paco Roca, Rosanna Cecchini, Ignacio Ferreras und Ángel de la Cruz – Arrugas
- Pedro Almodóvar – Die Haut, in der ich wohne (La piel que habito)
- Icíar Bollaín – Katmandú, un espejo en el cielo
- Ignacio del Moral und Benito Zambrano – La voz dormida

2013
Bestes Originaldrehbuch:
Pablo Berger – Blancanieves
- María Belón und Sergio G. Sánchez – The Impossible (Lo imposible)
- Alberto Rodríguez Librero und Rafael Cobos – Kings of the City (Grupo 7)
- Fernando Trueba und Jean-Claude Carrière – Das Mädchen und der Künstler (El artista y la modelo)

Bestes adaptiertes Drehbuch:
Javier Barreira, Gorka Magallón, Ignacio del Moral, Jordi Gasull und Neil Landau – Tad Stones – Der verlorene Jäger des Schatzes! (Las aventuras de Tadeo Jones)
- Jorge Guerricaechevarría und Sergio G. Sánchez – Ende (Fin)
- Javier Gullón und Jorge Arenillas – Invader (Invasor)
- Manuel Rivas – Todo es silencio
- Ramón Salazar – Ich steh auf dich (Tengo ganas de ti)

2014
Bestes Originaldrehbuch:
David Trueba – Vivir es fácil con los ojos cerrados
- Pablo Alén und Breixo Corral – Drei Hochzeiten zu viel (3 bodas de más)
- Fernando Franco und Enric Rufas – La herida
- Daniel Sánchez Arévalo – La gran familia española

Bestes adaptiertes Drehbuch:
Alejandro Hernández und Mariano Barroso – Todas las mujeres
- Carlos Bardem und Santiago A. Zannou – Scorpion: Brother. Skinhead. Fighter. (Alacrán enamorado)
- Manuel Martín Cuenca und Alejandro Hernández – Caníbal
- Jorge A. Lara und Francisco Roncal – Das Geheimnis der Murmel-Gang (Zipi y Zape y el club de la canica)

2015
Bestes Originaldrehbuch:
Alberto Rodríguez Librero und Rafael Cobos – La isla mínima – Mörderland (La isla mínima)
- Daniel Monzón und Jorge Guerricaechevarría – El Niño – Jagd vor Gibraltar (El Niño)
- Damián Szifron – Wild Tales – Jeder dreht mal durch! (Relatos salvajes)
- Carlos Vermut – Magical Girl

Bestes adaptiertes Drehbuch:
Javier Fesser, Claro García und Cristóbal Ruiz – Clever & Smart – In geheimer Mission (Mortadelo y Filemón contra Jimmy el Cachondo)
- Chema Rodríguez, Pablo Burgués und David Planell – Anochece en la India
- Anna Soler-Pont – Rastres de sàndal
- Ignacio Vilar und Carlos Asorey – A esmorga

2016
Bestes Originaldrehbuch:
Cesc Gay und Tomàs Aragay – Freunde fürs Leben (Truman)
- Borja Cobeaga – Negociador
- Daniel Guzmán – A cambio de nada
- Alberto Marini – Anrufer unbekannt (El desconocido)

Bestes adaptiertes Drehbuch:
Fernando León de Aranoa – A Perfect Day
- David Ilundain – B, la película
- Paula Ortiz und Javier García Arredondo – La novia
- Agustí Villaronga – Der König von Havanna (El rey de La Habana)

2017
Bestes Originaldrehbuch:
Raúl Arévalo und David Pulido – Tarde para la ira
- Jorge Guerricaechevarría – Jeder gegen jeden (Cien años de perdón)
- Paul Laverty – El Olivo – Der Olivenbaum (El Olivo)
- Isabel Peña und Rodrigo Sorogoyen – Die Morde von Madrid (Que Dios nos perdone)

Bestes adaptiertes Drehbuch:
Rafael Cobos und Alberto Rodríguez Librero – Paesa – Der Mann mit den tausend Gesichtern (El hombre de las mil caras)
- Pedro Almodóvar – Julieta
- Paco León und Fernando Pérez – Kiki, el amor se hace
- Patrick Ness – Sieben Minuten nach Mitternacht (A Monster Calls)

2018
Bestes Originaldrehbuch:
Aitor Arregi, Andoni de Carlos, Jon Garaño und José Mari Goenaga  – Handia
- Pablo Berger – Abracadabra
- Fernando Navarro und Paco Plaza – Verónica – Spiel mit dem Teufel (Verònica)
- Carla Simón – Fridas Sommer (Estiu 1993)

Bestes adaptiertes Drehbuch:
Isabel Coixet – Der Buchladen der Florence Green (The Bookshop)
- Javier Ambrossi und Javier Calvo – La llamada
- Coral Cruz und Agustí Villaronga – Zweifelhafter Ruhm (Incierta gloria)
- Manuel Martín Cuenca und Alejandro Hernández – El Autor (El autor)

2019
Bestes Originaldrehbuch:
Isabel Peña und Rodrigo Sorogoyen – Macht des Geldes (El reino)
- Arantxa Echevarría – Carmen & Lola (Carmen y Lola)
- Asghar Farhadi – Offenes Geheimnis (Todos lo saben)
- Javier Fesser und David Marqués – Wir sind Champions (Campeones)

Bestes adaptiertes Drehbuch:
Álvaro Brechner – Tage wie Nächte (La noche de 12 años)
- Borja Cobeaga und Diego San José – Superlópez
- Paul Laverty – Yuli
- Natxo López und Marta Sofía Martins – Jefe – Der Chef (Jefe)

## 2020er Jahre
2020
Bestes Originaldrehbuch:
Pedro Almodóvar – Leid und Herrlichkeit (Dolor y gloria)
- Alejandro Amenábar und Alejandro Hernández – Mientras dure la guerra
- Luiso Berdejo und José Mari Goenaga – Der endlose Graben (La trinchera infinita)
- David Desola und Pedro Rivero – Der Schacht (El hoyo)

Bestes adaptiertes Drehbuch:
Daniel Remón, Pablo Remón und Benito Zambrano – Intemperie
- Javier Gullón – Die obskuren Geschichten eines Zugreisenden (Ventajas de viajar en tren)
- Eligio Montero und Salvador Simó – Buñuel im Labyrinth der Schildkröten (Buñuel en el laberinto de las tortugas)
- Isabel Peña und Rodrigo Sorogoyen – Madre

2021
Bestes Originaldrehbuch:
Pilar Palomero – Las niñas
- Icíar Bollaín und Alicia Luna – Rosas Hochzeit (La boda de Rosa)
- Javier Fesser und Claro García – Historias lamentables
- Alejandro Hernández – Adú

Bestes adaptiertes Drehbuch:
Marina Parés Pulido und David Pérez Sañudo – Ane
- Marta Libertad Castillo und Bernardo Sánchez – Los europeos
- David Galán Galindo und Fernando Navarro – Geheime Anfänge (Orígenes secretos)
- Cesc Gay – Sentimental

2022
Bestes Originaldrehbuch:
Fernando León de Aranoa – Der perfekte Chef (El buen patrón)
- Pere Altimira und Juanjo Giménez – Tres
- Icíar Bollaín und Isa Campo – Maixabel – Eine Geschichte von Liebe, Zorn und Hoffnung (Maixabel)
- Clara Roquet – Libertad

Bestes adaptiertes Drehbuch:
Jorge Guerricaechevarría und Daniel Monzón – Las leyes de la frontera
- Cristina Campos und Benito Zambrano – Die Insel der Zitronenblüten (Pan de limón con semillas de amapola)
- Júlia de Paz Solvas und Núria Dunjó López – Ama
- Agustí Villaronga – El ventre del mar

2023
Bestes Originaldrehbuch:
Isabel Peña und Rodrigo Sorogoyen – As bestas
- Rafael Cobos und Alberto Rodríguez Librero – Modelo 77
- Alauda Ruiz de Azúa – Cinco lobitos
- Carla Simón und Arnau Vilaró – Alcarràs – Die letzte Ernte (Alcarràs)
- Carlos Vermut – Mantícora

Bestes adaptiertes Drehbuch:
Fran Araújo, Isa Campo und Isaki Lacuesta – Frieden, Liebe und Death Metal (Un año, una noche)
- Guillem Clua und Oriol Paulo – Los renglones torcidos de Dios
- David Muñoz und Félix Viscarret – No mires a los ojos
- Carlota Pereda – Piggy (Cerdita)
- Paul Urkijo Alijo – Irati – Age of Gods and Monsters (Irati)

2024
Bestes Originaldrehbuch:
Estibaliz Urresola Solaguren – 20.000 Arten von Bienen (20.000 especies de abejas)
- Michel Gaztambide und Víctor Erice – Cerrar los ojos
- Alejandro Marín und Carmen Garrido – Te estoy amando locamente
- Alejandro Rojas und Juan Sebastián Vásquez – Upon Entry
- Félix Viscarret – Una vida no tan simple

Bestes adaptiertes Drehbuch:
Pablo Berger – Robot Dreams
- Isabel Coixet und Laura Ferrero – Un amor
- Albert Espinosa und David Trueba – Saben aquell
- Albert Val – Der Lehrer, der uns das Meer versprach (El maestro que prometió el mar)
- Bernat Vilaplana, Juan Antonio Bayona, Jaime Marques-Olarreaga und Nicolás Casariego – Die Schneegesellschaft (La sociedad de la nieve)

2025
Bestes Originaldrehbuch:
Eduard Sola – Casa en flames
- Aitor Arregi, Jon Garaño, Jorge Gil Munarriz und Jose Mari Goenaga – Marco
- Javier Macipe – La estrella azul
- Alberto Marini und Marcel Barrena – El 47
- Amèlia Mora und Arantxa Echevarría – La infiltrada

Bestes adaptiertes Drehbuch:
Pedro Almodóvar – The Room Next Door
- Icíar Bollaín und Isa Campo – I am Nevenka (Soy Nevenka)
- Mar Coll und Valentina Viso – Salve María
- Álex Montoya und Joana M. Ortueta – La casa
- Pilar Palomero – Los destellos